# Elaine Thompson-Herah
Elaine Thompson-Herah (Manchester, 28 de junho de 1992) é uma velocista  campeã olímpica e mundial jamaicana, especialista nos 100 e 200 metros rasos.

## Carreira
Velocista de sucesso apenas mediano e nacional até o início da casa dos vinte anos, surgiu no cenário internacional do atletismo apenas em 2015, ao vencer os 100 m rasos do Jamaica International Invitational, em Kingston, em 10s97, derrotando corredoras como a nigeriana Blessing Okagbare e a norte-americana Allyson Felix, o que confirmou seus status de nova velocista de nível mundial. Pouco depois, no Prefontaine Classic, em Eugene, Oregon, Estados Unidos, perdeu por centésimos para a norte-americana English Gardner mas mesmo assim abaixou seu melhor tempo pessoal para 10s84.
Thompson deveria correr os 100 m no Campeonato Nacional de Atletismo da Jamaica, em julho, que serviu como seletiva para o Campeonato Mundial de Atletismo de 2015, em agosto daquele ano em Pequim, mas seu técnico, Stephen Francis, decidiu concentrar seus esforços apenas nos 200 metros, onde ela tinha um recorde pessoal de 22.37 obtidos em maio; ela venceu a prova em 22.51 classificando-se para o Mundial. Em julho, no Grand Prix de Londres, etapa da Diamond League, disputou e venceu os 200 m derrotando a americana Tori Bowie e mais uma vez baixando sua marca pessoal para 22.10, quebrando o recorde do evento que pertencia desde 1991 a outra jamaicana, Merlene Ottey.
Em Pequim 2015, ela conquistou a medalha de prata nos 200 metros, numa das provas de velocidade de melhor nível técnico já corridas, vencida pela holandesa Dafne Schippers, que quebrou o recorde do Campeonato Mundial que durava desde 1987, em 21.63; a marca de Thompson, 21.66, apenas três centésimos atrás da holandesa, foi também mais rápida que o antigo recorde - 21s74 da alemã-oriental Silke Gladisch-Möller –  e a sexta mais rápida da história. Na mesma competição, ela integrou o revezamento 4x100 m da Jamaica, ao lado de Veronica Campbell-Brown,  Shelly-Ann Fraser-Pryce e Natasha Morrison,  que conquistou a medalha de ouro derrotando as norte-americanas recordistas mundiais em Londres 2012, fazendo o segundo melhor tempo do mundo.

### Rio 2016
Thompson chegou para os Jogos Olímpicos Rio 2016 como favorita a ganhar medalhas nas duas provas de velocidade, e com  previsões de vitória nos 100 m depois de fazer o melhor tempo do ano nas seletivas jamaicanas – 10.70, sétimo tempo do mundo igualando o então recorde nacional jamaicano de Fraser-Pryce – e disputaria a medalha contra Schippers nos 200 metros, todas favoritas ao ouro olímpico nas respectivas provas além das americanas Tori Bowie e English Gardner, com Pryce tentando se tornar a primeira tricampeã olímpica dos 100 metros na história dos Jogos
Na primeira prova, os 100 metros, depois  de uma corrida apertada nos primeiros 50 metros, Thompson disparou do grupo na segunda metade para vencer com o tempo de 10.71, então a segunda melhor marca olímpica de vitória nos 100 metros, apenas superada por Florence Griffith-Joyner 28 anos antes em Seul, com Fraser-Pryce conseguindo apenas o bronze e Schippers, que correu na raia oito depois de uma semifinal mais lenta, em quinto lugar.
Depois da prova acontecida em Pequim 2015, onde tanto Thompson quanto a holandesa Schippers haviam feito dois dos melhores tempos do mundo para a distância em muitos anos, os 200 metros femininos era uma das provas mais aguardadas do atletismo dos Jogos. Na final, o esperado duelo até a linha de chegada não chegou a acontecer; Thompson, no auge da forma, dominou os primeiros cem metros e disparou para a chegada após a curva, com Schippers, que sofreu de uma contusão não diagnosticada durante os Jogos, tentando superá-la sem sucesso. Thompson conquistou a medalha de ouro em 21.78, com a holandesa ficando com a de prata, na prova em que era favorita. Com a dupla vitória, Elaine Thompson tornou-se a primeira mulher a vencer os 100 m e os 200 m numa mesma Olimpíada desde a norte-americana Griffith-Joyner em Seul 1988 e uma das únicas sete a consegui-lo nos Jogos Olímpicos.
No penúltimo dia dos Jogos, junto com Veronica Campbell-Brown, Shelley-Ann Fraser-Pryce e Christania Williams, conquistou mais uma medalha olímpica, de prata, no revezamento 4x100 metros.

### Pós-Jogos
Depois das vitórias no Rio de Janeiro, Thompson continuou a disputar a Diamond League e em setembro venceu os 100 m rasos – 10.72 – no Memorial Van Damme, em Bruxelas, última etapa do circuito, igualando o recorde do torneio da compatriota  Shelly-Ann Fraser-Pryce de três anos antes e conquistando o título de campeã da prova e  o troféu da Diamond League de 2016. Problemas físicos incluindo uma lesão no tendão de Aquiles fizeram Thompson ter um rendimento abaixo do esperado nos dois anos seguintes, não conseguindo medalhas nos Campeonatos Mundiais de Londres 2017 e Doha 2019.

### Tóquio 2020
Thompson retornou aos torneios globais em grande estilo em Tóquio 2020, vencendo os 100 metros rasos e tornando-se bicampeã olímpica desta prova. Nela, derrotou sua compatriota Fraser-Pryce, bicampeã em Pequim 2008 e Londres 2012, que pretendia se tornar a primeira atleta a ser tricampeã olímpica dos 100 metros. O tempo de 10.61 se tornou o novo recorde olímpico, quebrando a antiga marca de Florence Griffith-Joyner em um centésimo, estabelecida 33 anos antes em Seul 1988, também o segundo tempo mais rápido de todos os tempos para a prova feminina. Três dias depois, ela venceu os 200 metros rasos com a marca de 21.53, a segunda mais rápida da história, atrás apenas também do recorde para esta distância de Flo-Jo. Com as vitórias nas duas provas, Thompson tornou-se a única bicampeã olímpica dos 100 e 200 m. Na penúltima noite do atletismo ainda ganhou uma terceira medalha de ouro no revezamento 4x100 m, junto com as compatriotas Shelly-Ann Fraser-Pryce, Shericka Jackson e Briana Williams.

### Pós-Jogos
Voltou a competir após Tóquio em torneio globais no Campeonato Mundial de Atletismo de 2022 em Eugene, Estados Unidos. Sem demonstrar a mesma forma, porém, ficou apenas com o bronze nos 100 m e não conseguiu medalha nos 200 metros rasos. Conquistou uma medalha de prata integrando o revezamento 4x100 m jamaicano no último dia de competições.